# Yuexi, Anqing
Yuexi, tidigare romaniserat Yosi, är ett härad som tillhör Anqings stad på prefekturnivå i provinsen Anhui i östra Kina.
Yuexi är indelat i 14 köpingar och tio socknar.
Köpingar (zhen):

- Baimao (白帽镇)
- Changpu (菖蒲镇)
- Dianqian (店前镇)
- Hetu (河图镇)
- Huangwei (黄尾镇)
- Laibang (来榜镇)
- Tiantang (天堂镇)
- Toutuo (头陀镇)
- Wenquan (温泉镇)
- Wuhe (五河镇)
- Xiangchang (响肠镇)
- Yexi (冶溪镇)
- Zhongguan (中关镇)
- Zhubu (主簿镇)

Socknar (xiang):

- Baojia (包家乡)
- Gufang (古坊乡)
- Heping (和平乡)
- Lianyun (莲云乡)
- Maojianshan (毛尖山乡)
- Qingtian (青天乡)
- Shiguan (石关乡)
- Tiantou (田头乡)
- Weiling (巍岭乡)
- Yaohe (姚河乡)